# MAYU (ラジオパーソナリティ)
MAYU（まゆ、本名及び旧姓：中村真由美（なかむら まゆみ）、1987年（昭和62年）8月27日 - ）は、北海道旭川市出身のラジオパーソナリティ。北海道旭川東栄高等学校、経専音楽放送芸術専門学校卒業。

## 人物・来歴
旭川で生まれ育ち、中学時代からラジオを積極的に聞き始める。色々な物事や音楽を教えてもらったラジオにお返しをしたいという思いから札幌の専門学校に通いながらラジオの現場でアルバイトを行いキャリアを積み重ね、HBCラジオにて番組制作スタッフとパーソナリティを担当、2021年3月までHBCで活動。その後2025年時点でイベント司会も行う。
2017年12月末に結婚し、12月31日の「ベストテンほっかいどう」エンディングにて結婚を報告した。
好きなアニメーションのジャンルは魔法少女、好みのキャラクターのタイプは強気でちょっぴりワガママな美少女。アニメソングについて「アニメと人を結びつける素晴らしい接着剤」と表現している。

## 出演番組
- スリーキャッツナイト2008（2008年4月 - 9月）
- HBCミュージックナイター「フルカウント!」（2008年 - 2011年度下半期）
- ラジ魂(2008年12月27日-2015年9月28日)
- プチフル!（2010年4月11日 - 9月27日）
- トムとMAYUの年越し大作戦!〜跳べ!われらウサギだぴょン!〜（2010年12月31日）
- 人生探求ラジオBUG（2011年4月7日 - 9月27日）
- 俊治とMAYUのすごろく大作戦!（2013年1月1日）
- ベストテンほっかいどう（2013年4月 - 2020年9月）
- アニメロティック（2013年4月 - 2021年3月）
  - アニメロティックNEO*（2015年1月 - 2017年3月）